# Ганс Вірхов
Ганс Вірхов (нім. Hans Virchow; 10 вересня 1852, Вюрцбург — 10 травня 1940, Берлін) — німецький лікар і викладач вищої школи.

## Біографія
Ганс Вірхов Народився 10 вересня 1852 року в Вюрцбургі, Німецька імперія. Син Рудольфа Вірхова.
Вірхов вивчав медицину в Берлінському, Боннському, Страсбурзькому і Вюрцбурзькому університетах, де в 1874 році став студентом Альберта фон Коеллікера. У 1875 році захистив докторську дисертацію в Берліні. З 1877 по 1882 рік працював асистентом, потім прозектором в анатомічному інституті Вюрцбурзького університету. Там він отримав ступінь з анатомії в 1882 році. З 1889 по 1917 рік Вірхов викладав у Берлінському університеті як ад'юнкт-професор анатомії, з 1917 по 1922 рік працював почесним професором в коледжі. Крім того, з 1886 по 1920 рік він викладав анатомію в Берлінському коледжі образотворчих мистецтв.
У 1887 році Ганс Вірхов став членом Німецької академії природознавців Леопольдіни.
Тричі він головував у Берлінському суспільстві антропології, етнології та первісної історії, заснованому його батьком Рудольфом Вірховим.
Ганс Вірхов помер в 1940 році у віці 87 років в Берліні і був похований на старому св. Матвія кладовищі. Могила, на відміну від «почесної могили» батька на тому ж кладовищі, не збереглася.